# Цзяо (денежная единица)
Цзяо (кит. 角, пиньинь jiǎo) — разменная денежная единица, использующаяся на территории Большого Китая, включая Китайскую Народную Республику (Континентальный Китай), Китайскую Республику (Тайвань), Гонконг и Макао.
1 цзяо делится на 10 фэней (分); 10 цзяо равняются одному юаню (元). Сумма в 3,14 юаня произносится как 3 юаня 1 цзяо 4 фэня (三元一角四分). Слова «цзяо» и «фэнь» также обозначают десятичные приставки 10−1 и 10−2 соответственно.
В разговорной речи при обозначении цены вместо слова «юань» также употребляется куай (块), а вместо «цзяо» — мао (毛).
В денежном обороте участвуют монеты номиналом 1, 5 цзяо и банкноты номиналом 1, 2, 5 цзяо.